# Test Kollera
Test Kollera – test służący różnicowaniu przyczyn niedoboru czynników krzepnięcia z grupy kompleksu protrombiny w przebiegu żółtaczki.
Badanemu podaje się dożylnie, z zabezpieczeniem przeciwwstrząsowym, witaminę K1, a po upływie doby oznacza się wskaźnik protrombinowy (wskaźnik Quicka).
Jeżeli żółtaczka ma charakter zaporowy, to wskaźnik ulega normalizacji, natomiast w żółtaczce hemolitycznej – nie.